# Сабиров, Нигмат Сабирович
Нигмат Сабирович Сабиров (1926—1997) — советский и узбекский винодел. Занимал руководящие должности на государственных предприятиях по производству вина и шампанского, позднее находился на государственной службе в органах Минплодоовощехоза УзССР и Минпищепрома СССР.

## Биография
Нигмат Сабиров родился в 1926 году в Ташкенте, Узбекская ССР. В 1947 году окончил ташкентский филиал Краснодарского технологического института (ныне — Кубанский государственный технологический университет), получил диплом по специальности «технология виноделия». Трудовую деятельность начал в том же году на Ташкентском заводе шампанских вин. В 1947—1950 годах был сменным технологом, руководил биохимическим цехом, затем до 1959 года был главным специалистом по шампанскому.
В 1959—1962 годах руководил управлением вина и пива Среднеазиатского совнархоза. В 1962 году был назначен директором комбината «Ташкентвино», которым руководил два года, а с 1965 по 1972 год возглавлял «Узглаввино».
В 1972—1976 годах был заместителем генерального директора агропромышленного объединения имени У. Юсупова, Ташкентская область. В 1976—1986 годах работал заместителем начальника управления винодельческой промышленности Минплодоовощехоза УзССР. В 1986—1991 годах — начальником Среднеазиатского межреспубликанского управления Госалкогольинспекции Министерства пищевой промышленности СССР.
Сабиров долгое время руководил работой Центральной дегустационной комиссии винодельческой промышленности УзССР. Был главой государственной экзаменационной комиссии Ташкентского политехнического института по специальности «технология виноделия». Характеризовался как «требовательный руководитель, специалист высокого класса».
Нигмат Сабиров умер в 1997 году.